# 아이온 UT
아이온 UT(영어: Aion UT)는 GAC 아이온에서 2024년부터 생산 중인 전기 소형 해치백이다.